# الاستفتاء الدستوري في كازاخستان 2022
أُجري الاستفتاء الدستوري في كازاخستان، يسمى محليًا الاستفتاء الجمهوري (بالقازاقية: Республикалық референдум)‏؛ (بالروسية: Республиканский референдум)‏، في 5 يونيو 2022. وهو الاستفتاء الثالث منذ الاستقلال عن الاتحاد السوفيتي، والأول بعد استفتاء عام 1995 الذي وضع الدستور الحالي. وجاءت التعديلات في أعقاب احتجاجات مدنية عنيفة في أوائل يناير بسبب تدهور الأوضاع الاقتصادية وما تلاها من دعوات للإصلاح السياسي السريع. دعا الاستفتاء لتغيير 33 مادة، أي قرابة ثلث الدستور. يعتقد المعلقون السياسيون أن التعديلات ستُقلل من نفوذ السلطة التنفيذية، وتمنح المزيد من الصلاحيات للبرلمان، وتُلغي السلطات التي احتفظ بها الرئيس السابق نور سلطان نزارباييف بعد استقالته من منصبه في عام 2019.
كشف الرئيس قاسم جومارت توكاييف لأول مرة عن التعديلات المقترحة خلال خطابه عن حالة الأمة في مارس 2022. بعد إعلان توكاييف، شكل لاحقًا مجموعة عمل لإعداد مقترحات للتغييرات الدستورية مع البرلمان وفي أبريل 2022، جرى تقديم التعديلات المقترحة على الدستور إلى المجلس الدستوري للموافقة عليها. أثناء صياغة التعديلات، اقترح النواب والمسؤولون الكازاخستانيون عدة تغييرات مثيرة للجدل فيما يتعلق باستبعاد اللغة الروسية من أن تكون لغة رسمية مشتركة إلى جانب اللغة الكازاخستانية؛ وكذلك اقتراحًا لمنح الرئيس السابق نزارباييف اللقب الفخري الجديد كـ «مؤسس كازاخستان المستقلة»، إلى جانب امتيازات أخرى، والذي واجه رد فعل شعبي عنيفًا وجرى إلغاؤه في النهاية. في 29 أبريل، أثار الرئيس توكاييف فكرة إجراء استفتاء جمهوري للموافقة على التغييرات والإضافات التي أدخلت على الدستور. في أوائل مايو، اعتمد البرلمان مشروع حزمة من التعديلات والإضافات الدستورية. بعد موافقة البرلمان على المراجعة النهائية في 5 مايو، وافق توكاييف على المسودة وحدد موعد الاستفتاء في مرسوم رئاسي.
خلال الحملة الانتخابية، أعلن عدد من الأحزاب السياسية الموالية للحكومة، ومؤسسات الدولة، والمنظمات غير الحكومية، والشخصيات العامة، ورجال الدولة، بما في ذلك الرئيس السابق نزارباييف نفسه، الموافقة على التعديلات وكذلك إجراء استفتاء. وعلى الرغم من أن الاستفتاء افتقر إلى وجود حملة موحدة ضد التعديلات، فقد انتقده نشطاء مدنيون وجماعات معارضة بسبب التكلفة المالية للاستفتاء، وقصر مدة الحملة الانتخابية، وعدم وجود حوار بين الحكومة والمواطنين أثناء صياغته. يرى النقاد بأن التعديلات لن تغير كثيرًا في السياسة الكازاخستانية وبدلاً من ذلك ستعزز ببساطة طموحات الرئيس توكاييف المحتملة في فترة الولاية الثانية.
يجب أن تحصل التعديلات المقترحة على الأغلبية المطلقة لجميع الأصوات للموافقة عليها، بما في ذلك الأصوات الفارغة وغير الصالحة، على المستوى الوطني وكذلك في ثلثي المناطق والمدن المستقلة البالغ عددها 17 منطقة، وكذلك تجاوز الحد الأدنى من المشاركة بنسبة 50٪ من أصوات الناخبين المسجلين. أفادت لجنة الانتخابات المركزية (OSK) مساء 5 يونيو عن نسبة إقبال أولية بلغت 68.4٪ بعد وقت قصير من إغلاق صناديق الاقتراع. أشارت استطلاعات الرأي، التي نشرت في وسائل الإعلام منتصف ليل 6 يونيو أثناء تغطية الاستفتاء، إلى أن أكثر من 74٪ من المواطنين الكازاخستانيين يؤيدون التغييرات الدستورية. وفي صباح اليوم التالي، أعلنت لجنة الانتخابات أن الناخبين وافقوا على 56 تعديلاً لدستور كازاخستان، حيث أيدها 79.2٪ وعارضها 19.2٪.

## خلفية
ظل دستور كازاخستان في حالة تغير مستمر منذ رئاسة نور سلطان نزارباييف في أوائل التسعينيات. خلال فترة ولايته الأولى في منصبه، حل نزارباييف المجلس الأعلى لكازاخستان وأشرف على الاستفتاء الدستوري في أغسطس 1995 الذي وسع سلطاته التنفيذية بشكل كبير. قاطعت المعارضة السياسية استفتاء أغسطس 1995 ؛ وزعم مراقبون محليون أن النتائج النهائية التي أعلنت موافقة 90٪ من الناخبين على التغييرات، قد جرى تزويرها. نتيجة للاستفتاء حصل نزارباييف على حق حل البرلمان. لأن المحكمة الدستورية Constitutional Court of Kazakhstan [Конституционный суд Республики Казахстан] أصبحت هيئة استشارية بحتة، كان بإمكان نزارباييف تعديل الدستور عمليا متى شاء والحكم بطريقة استبدادية.
وسط الثورات الملونة التي اندلعت في جمهوريات الاتحاد السوفيتي السابق، أنشأت عدة أحزاب معارضة في أواخر عام 2004 المجلس التنسيقي للقوى الديمقراطية في كازاخستان، بقيادة الرئيس السابق للمجلس الأدنى في البرلمان زارماخان توياكباي ‏. يهدف المجلس التنسيقي إلى تنفيذ الإصلاحات السياسية وصياغة دستور مُقترح قبل الانتخابات الرئاسية لعام 2005. إلا أن الشرطة صادرت المنشورات التي تروج للمشروع في أغسطس 2005 قبل توزيعها. ومع ذلك، فقد قام توياكباي، الشخصية المعارضة البارزة في السباق الرئاسي ضد نزارباييف، بحملة من أجل دستور جديد بحد مدة الرئاسة لفترة رئاسية واحدة وحظر تولي مناصب سياسية على أقارب الرئيس الحالي. كان نزارباييف سيفوز بشكل مريح في انتخابات 2005، وتلاشى أي أمل في الإصلاح عندما رفض توياكباي الاعتراف بالنتائج وسعى دون جدوى لإلغاء الانتخابات.
في أعقاب مذبحة Zhanaozen والانتخابات التشريعية لعام 2012، اقترح توياكباي الذي ترأس الحزب الوطني الديمقراطي الاجتماعي المعارض في ذلك الوقت، جلسة كورولتاي Kurultai على مستوى البلاد في خريف عام 2012 لمناقشة الإصلاحات السياسية والتعديلات الدستورية حول «القضايا التنظيمية والفنية والأيديولوجية»؛ لكن هذا الاقتراح لم يُنفذ.
في أعقاب مذبحة Zhanaozen والانتخابات التشريعية لعام 2012، اقترح توياكباي الذي ترأس الحزب الوطني الديمقراطي الاجتماعي المعارض في ذلك الوقت، جلسة كورولتاي Kurultai على مستوى البلاد في خريف عام 2012 لمناقشة الإصلاحات السياسية والتعديلات الدستورية حول «القضايا التنظيمية والفنية والأيديولوجية»؛ لكن هذا الاقتراح لم يُنفذ.
في عام 2017، اقترح الرئيس نزارباييف إصلاحات دستورية نقلت لأول مرة السلطات من السلطة التنفيذية إلى البرلمان. لاحظ المراقبون أن التغييرات لم تعزز التعددية السياسية بشكل حقيقي، لكنها يمكن أن تضمن خلافة سياسية سلسة عندما يتنحى نزارباييف عن منصبه. وبحلول أواخر عام 2010، نما النشاط السياسي في المجتمع المدني الكازاخستاني وعلى وسائل التواصل الاجتماعي بشكل كبير.
بعد استقالة الرئيس نزارباييف في مارس 2019، تصاعد الضغط الشعبي على الرئيس الجديد قاسم جومارت توكاييف لتنفيذ إصلاحات ليبرالية. أيد الرئيس السابق لجمهورية كازاخستان الاشتراكية السوفياتية، سيريكبولسين عبد الدين، العودة إلى دستور عام 1993 الذي كان قد أقره. خلال الانتخابات الرئاسية لعام 2019، دعا المرشحان أميرجان قوسانوف وصديبك توجل إلى إجراء تغييرات دستورية في حملتيهما: حيث دعا قوسانوف إلى التحول إلى نظام شبه رئاسي بينما اقترح توجل صياغة دستور كازاخستاني جديد تمامًا لتعزيز «القيم الديمقراطية التي كانت موجودة دائمًا في البلاد». في أغسطس 2019، بمناسبة يوم الدستور، قام نشطاء حركة "أويان، قازاقستان!" بتنظيم مسيرة في مدينة ألماتي للمطالبة بإصلاحات نحو نظام برلماني. كما دعا حزب أك زهول الديمقراطي في برنامجه الانتخابي للانتخابات التشريعية 2021 إلى «انتقال مرحلي من النظام الرئاسي إلى النظام البرلماني». لكن المحللين السياسيين اعتقدوا أن الرئيس توكاييف لا يهتم كثيرًا بإصلاح الدستور. كان سلفه نزارباييف لا يزال يمتلك العديد من المناصب المؤثرة في الدولة، وأبرزها رئاسة المجلس الأعلى، وبدا أن توكاييف يتمتع بأقل قدر من الحكم الذاتي بحكم الأمر الواقع.

### اضطرابات يناير 2022

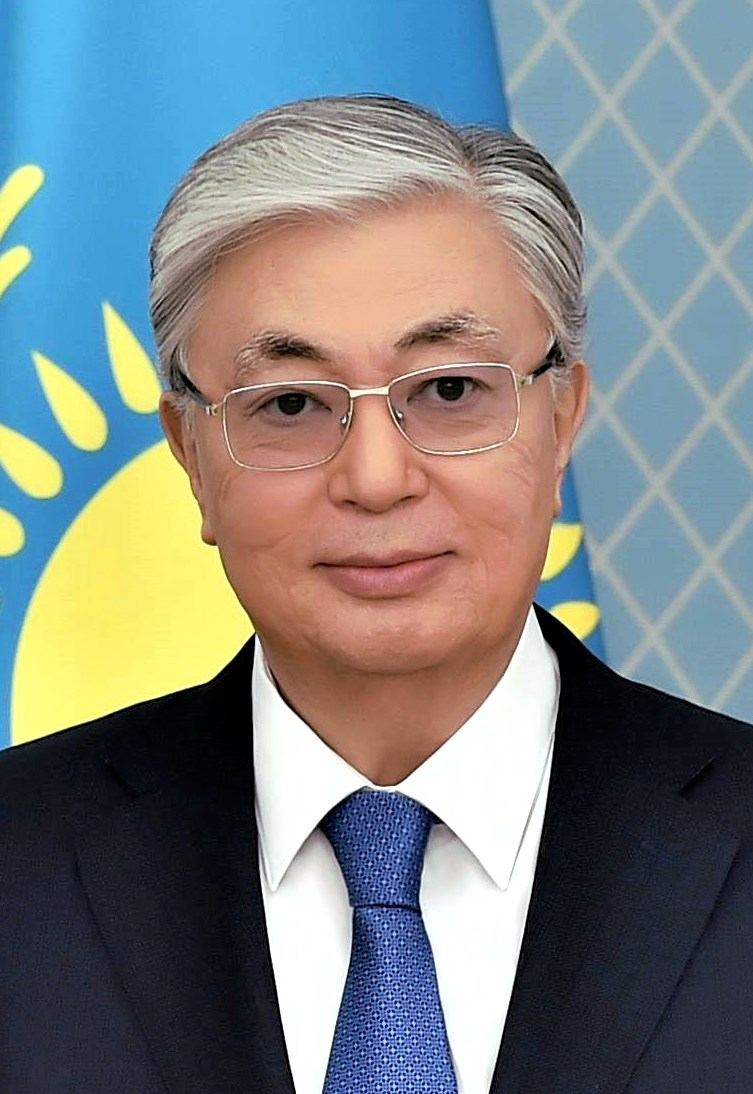
الرئيس الحالي قاسم جومارت توكاييف.

مع اندلاع الاحتجاجات في مدينة جاناوزن بسبب الزيادة الحادة في أسعار الغاز المُسال في أوائل يناير، انتشر الاستياء الهائل بسرعة في جميع أنحاء كازاخستان. أصر المتظاهرون على أن الحكومة تجاهلت مرارًا وتكرارًا تدهور مستوى المعيشة للمواطنين. وظهرت دعوات إلى إصلاحات اقتصادية واجتماعية وإصلاحات سياسية، تتراوح من المطالبة بنظام برلماني كامل مع رئيس وزراء تنفيذي إلى مجرد العودة إلى دستور 1993 السابق الذي احتفظ بضوابط وتوازنات أقوى بين السُلطات.
لم يقم الرئيس توكاييف في البداية سوى بالقليل لتهدئة المظاهرات، وطالب الجمهور بعدم الإخلال بالنظام العام وأمر الحكومة بفحص الوضع المتنامي في جاناوزن. ومع ذلك تطورت الاحتجاجات في نهاية المطاف إلى اضطرابات في ألماتي، وجرت مواجهات عنيفة بين المتظاهرين والشرطة. كان توكاييف قد دعا إلى الهدوء خلال خطاب متلفز حيث أعلن أنه سيجري النظر في جميع المطالب المشروعة للمتظاهرين وحث الجمهور على عدم الاستجابة للاستفزازات.
مع استمرار الاحتجاجات، فرض توكاييف حالة الطوارئ على مستوى البلاد وأقال الحكومة التي يقودها رئيس الوزراء أسقر مامين. كما أقال توكاييف الرئيس السابق نزارباييف من دوره القيادي كرئيس لمجلس الأمن، مُركّزًا السلطة في شخصه. ثم قمع توكاييف بوحشية أعمال الشغب بالقوات الكازاخستانية وحلفاء منظمة معاهدة الأمن الجماعي (CTSO)، ووفق تقديرات رسمية فقد سقط مئات القتلى وأكثر من ملياري دولار من الأضرار.
في أعقاب ذلك، ألقى الرئيس توكاييف خطابًا أمام مجلس النواب بالهيئة التشريعية، في 11 يناير 2022. أعلن عن حزمة جديدة من الإصلاحات السياسية التي سيجري إعدادها «على أساس حوار واسع وبنَّاء مع المجتمع المدني والخبراء»، وسيجري تقديمها في خطاب حالة الأمة السنوي التالي والمقرر أصلاً في سبتمبر 2022. وأكد توكاييف لاحقًا خلال اجتماع مع السفراء الأجانب في فبراير 2022 أنه لن يسعى إلى «الانتقام أو الاستقطاب» بسبب الاضطرابات وأن إدارته ستنفذ «إصلاحات سياسية واقتصادية واسعة النطاق».
على الرغم من ملاحظات توكاييف التصالحية، استمرت هيومن رايتس ووتش في الإبلاغ عن العديد من حالات التعذيب في السجون وسوء المعاملة وحالات الوفاة في الحجز بحق المتظاهرين الكازاخيين.

## الصياغة التشريعية للتعديلات
ناقش المجتمع الكازاخستاني على نطاق واسع الإصلاحات المحتملة التي يمكن أن يقترحها الرئيس توكاييف. اقترح علماء سياسيون وسياسيون وشخصيات عامة بارزون تغييرات في هيكل البرلمان والنظام الانتخابي ودور أحزاب المعارضة. في 29 يناير 2022، كشف الرئيس توكاييف في مقابلة مع وكالة خبر أنه «يفكر بجدية» في إصلاح «النظام البرلماني والحزبي» في كازاخستان، ويأمل أن يكون «نقطة جذب تجمع بين القوى الاجتماعية والسياسية المختلفة».
في أوائل فبراير 2022، ذُكر أن الرئيس توكاييف سيكشف النقاب عن حزمة من الإصلاحات السياسية في خطاب حالة الأمة المقرر في وقت سابق في منتصف مارس. تضمن خطاب توكاييف في 16 مارس أمام البرلمان سلسلة من التعديلات الدستورية لإضفاء الطابع الديمقراطي على كازاخستان. حيث اقترح توكاييف:
- مراجعة صلاحيات الرئيس مع الانتقال من نظام رئاسي إلى جمهورية رئاسية ذات برلمان قوي؛
- منع رئيس الجمهورية من الانتماء إلى أي حزب سياسي أثناء توليه منصبه، ومنع حكام الأقاليم ونوابهم من تولي مناصب في فروع الحزب؛
- منع القضاة وممثلي لجنة الانتخابات المركزية ولجنة الرقابة الحكومية والعسكريين وموظفي الأمن القومي وأجهزة إنفاذ القانون من العضوية في أي حزب سياسي أو تأييد أي حزب سياسي؛
- منع رئيس الجمهورية من تجاوز قرارات حكام الأقاليم أو المدن الكبرى أو العاصمة؛
- منع أقرب أقرباء الرئيس الحالي من تولي مناصب رفيعة المستوى في الدولة؛
- تقليص عدد المقاعد التي يُعينها الرئيس في مجلس الشيوخ من 15 إلى 10 فقط، وزيادة عدد المقاعد في المجلس من 49 إلى 54، مع تحديد المقاعد الخمسة الإضافية من قِبل جمعية شعب كازاخستان، كما سيجري إلغاء وجودهم المضمون المكون من تسعة مقاعد في مجلس النواب Mazhilis؛
- تخفيض عدد الأعضاء في مجلس النواب من 107 إلى 98 ؛
- تقليص صلاحيات مجلس الشيوخ في صياغة القوانين؛
- الانتقال من التمثيل النسبي الكامل إلى نظام انتخابي تمثيلي ذو أغلبية مختلطة  [لغات أخرى]‏، حيث يجري انتخاب 70٪ من نواب مجلس النواب وفق التمثيل النسبي من القوائم الحزبية والباقي 30٪ من الدوائر الانتخابية ذات العضو الواحد؛
- انتخابات حكام المدن الكبرى والعاصمة بطريقة مباشرة (على الرغم من اختيار الرئيس للمرشحين)؛
- تخضع التعيينات الرئاسية لحاكم الأقليم لتصويت الجمعية الإقليمية؛
- إنشاء ثلاث مقاطعات جديدة (يتم إجراؤها في النهاية بموجب مرسوم رئاسي خارج عملية الاستفتاء)؛[60] و
- إعادة تشكيل المحكمة الدستورية.

قوبلت مقترحات توكاييف بردود فعل متباينة في المجتمع وعلى وسائل التواصل الاجتماعي. حيث رحب البعض بتقليص الهيمنة الرئاسية على السياسة بينما أكد آخرون أن الإصلاحات المعلنة حديثًا هي ببساطة «تجميلية» ولن تُحدث تغييرات سريعة في النظام السياسي في كازاخستان، مشيرًا إلى أن توكاييف سيظل يحتفظ بالعديد من السلطات التنفيذية الحالية. ورحب الدبلوماسي الأمريكي عزرا زيا، الذي كان يشغل منصب وكيل الوزارة للأمن المدني والديمقراطية وحقوق الإنسان، خلال اجتماع مع وزير الخارجية مختار تلوبردي في زيارة قام بها في أبريل 2022 إلى مدينة نور سلطان، بالتغييرات المقترحة وأعرب عن رأي الولايات المتحدة. مصلحة في مساعدة كازاخستان على التنفيذ الكامل لإصلاحات توكاييف.
في 22 أبريل 2022، أعلن الرئيس توكاييف في اجتماع لمجلس الوزراء أنه قدم التعديلات التي أعدتها مجموعة العمل إلى المجلس الدستوري للمراجعة، مشيرًا إلى أن العلماء القانونيين المعروفين ومفوض حقوق الإنسان وممثلي البرلمان والدولة شاركوا في صياغة التعديلات الدستورية الجديدة. ودعا توكاييف المشرعين إلى النظر في التعديلات على وجه السرعة في اجتماع مشترك للبرلمان، وأعرب عن دعمه لجميع التغييرات التي اقترحتها مجموعة العمل.

### الاستعدادات
بعد خطاب حالة الأمة في مارس 2022، أمر الرئيس توكاييف بإنشاء مجموعة عمل بقيادة نائب رئيس إدارته الخاصة إرجان جينباييف في 28 مارس، والتي ستشرف على وضع مقترحات التعديلات والإضافات على دستور الجمهورية كازاخستان، مع توجيه المجموعة لتقديم مقترحات في غضون شهر. قدم وزير العدل قنات موسين الخطة الوطنية، التي تضمنت التغييرات المقترحة على الدستور التي طرحها توكاييف في خطاب مع وضع مسودة يجري إعدادها للانتهاء من أبريل 2022.
في 23 فبراير 2022، علق رئيس مجلس الشيوخ مولان شيمبايف، في مقابلة مع قناة يوتيوب НеКурултай، على العمل نحو إصلاحات جديدة، وأعلن أن مدرسة التحليلات ونادي الخبراء الشباب -وهو منصة جرى تشكيلها في ظل مجلس الشيوخ تساعد في صياغة مشاريع القوانين - كان يعمل على خلق كازاخستان جديدة. أكد شيمبايف أن مجلس الشيوخ سوف يفعل «كل ما هو ضروري» لدعم سياسات توكاييف، بما في ذلك سن الإصلاحات. استجابةً لخطاب حالة الأمة الذي ألقاه توكاييف، ذكر شيمبايف الأهداف الرئيسية للإصلاحات الدستورية الداعية إلى «زيادة مشاركة المواطنين في عمليات صنع القرار على جميع المستويات وتحسين رفاه سكان كازاخستان»، وتعهد بأن يتبنى مجلس الشيوخ القوانين بعد إجراء المشرعين مناقشات مع الخبراء والشخصيات العامة، وكذلك الآراء التي أدلى بها المواطنون.
دعا رئيس مجلس النواب مجلس النواب، إيرلان قوشانوف، جميع النواب للانضمام إلى العمل على تنفيذ التغييرات الدستورية، مشيرًا إلى أهمية مبادرة المشرعين الفرديين في صياغة التعديلات. كما اقترح أن يصبح المجلس منصة للحوار مع الجمهور والهيئات الحكومية، بما يتجاوز مجرد خطاب حالة الأمة.

### مقترحات مثيرة للجدل

#### حول نور سلطان نزارباييف
بعد أن كشفت اضطرابات يناير 2022 أن سمعة الرئيس السابق نور سلطان نزارباييف العامة قد تلاشت، صوت البرلمان في 2 فبراير 2022 لتجريده من السلطات التي احتفظ بعد استقالته من منصب الرئيس، بما في ذلك رئاسة مجلس الأمن ومجلس الشعب مدى الحياة، وكذلك حق النقض (الفيتو) في المجالات المهمة من السياسات الداخلية والخارجية. على الرغم من التشريع، احتفظ نزارباييف بالحق في مخاطبة البرلمان وحضور اجتماعات الحكومة عند مناقشة القضايا المهمة، وكذلك جلسات المجلس الدستوري. كما أنه احتفظ بشكل مثير للجدل بوضع "Elbasy" («زعيم الأمة»)، وهو قانون دستوري جرى اعتماده في عام 2000، والذي منحه وأسرته حصانة خاصة من الملاحقة القضائية في تعديلات عام 2010. رفض رئيس مجلس النواب، إرلان قوشانوف، تغيير وضع Elbasy، كما أنكر وزير العدل قنات موسين في أبريل 2022 أي احتمالات لتعديل القانون، مشيرًا إلى أن القرار سيترك للبرلمانيين.
في 25 أبريل 2022 خلال جلسة إحاطة لدائرة الاتصالات المركزية، اقترح إرميك أبديراسيلوف، عضو مجموعة العمل للإصلاحات الدستورية، إدخال لقب خاص جديد على الرئيس السابق نزارباييف باعتباره «مؤسس كازاخستان المستقلة» حيث أصر على أن تكون «منصوص عليها في الدستور». أثار هذا الاقتراح ردود فعل عنيفة بين النقاد والشخصيات العامة. وعلى وجه الخصوص، جادل أولجاس سليمينوف بأن نزارباييف لم يكن المسؤول الوحيد عن استقلال كازاخستان وأن سيادتها كانت تلقائية بعد تفكك الاتحاد السوفيتي في عام 1991. في 27 أبريل، أعلن رئيس مجلس النواب، إرلان قوشانوف، أن القانون «بشأن الرئيس الأول لجمهورية كازاخستان» سيُلغى بالكامل وأن نزارباييف سيظل «مؤسس كازاخستان المستقلة». في 4 مايو 2022، كشف وزير الخارجية إرلان كارين أن بعض أعضاء مجموعة العمل للإصلاحات الدستورية غيروا قرارهم بمنح نزارباييف وضعًا مقترحًا حديثًا. وبحسب كارين، اعتبرت مجموعة العمل أنه من «غير الضروري» ربط «دور نزارباييف التاريخي» بالدستور، ولم تذكر نزارباييف في الوثيقة. وصف مارات بشيموف، مدير المعهد الأوروبي لحقوق الإنسان وعضو مجموعة العمل، اختيار إزالة الوضع الخاص الذي اقترحه نزارباييف بأنه بسبب «جدل عام خطير للغاية» وأنه لا يستحق «توحيدًا قانونيًا خاصًا»، مشيرًا إلى قرار مجموعة العمل بأنه «توجه ديمقراطي لحالة الإصلاح الدستوري».

#### حول مكانة اللغة الروسية
في 1 مايو 2022، زُعم أن عضو البرلمان عن حزب أك زهول الديمقراطي قزيبك عيسى اقترح خلال تحقيق برلماني «حول لغة الدولة» استبعاد اللغة الروسية وترك اللغة الكازاخستانية لغة الدولة الوحيدة المعترف بها في كازاخستان. ذكر عيسى أن 36 مُشرعا يفضلون التغيير المقترح وادعى أن عدم معرفة اللغة الأم يجعل الشخص «معوقا روحيا»، وذكر اليابان كمثال لدولة متقدمة حيث يتعلم الأطفال اللغة اليابانية الأصلية. كما قيم أن مزاعم الأداء السيئ في المدارس الناطقة باللغة الكازاخستانية كانت خرافة. على العكس من ذلك، فإن معظم المشاركين في الأولمبياد الدولي للعلوم يدرسون في تلك المدارس. في نفس اليوم، ظهر مقطع فيديو على الإنترنت يظهر عيسى مع مشرعين آخرين يلتقون بآباء أطفال المدارس في مدينة نور سلطان، حيث حاولوا إقناعهم بجعل أطفالهم يدرسون فقط باللغة الكازاخية.
في رد مكتوب على فيسبوك على التقارير التي اكتسبت جاذبية بسرعة، أصر عيسى على أن تصريحاته قد جرى إخراجها من سياقها وأن نيته المقترحة كانت فقط لتعزيز الاستخدام الحالي للغة الكازاخية في الأماكن العامة. علاوة على ذلك، في مقابلة مع KazTAG، كرر عيسى أن ملاحظاته بشأن استبعاد اللغة الروسية تشير إلى إبطال اقتراح «Letter 138» لعام 2011. لكن عيسى كان جزءًا من صياغة هذا الاقتراح، وأعاد طرحه مؤخرًا في عام 2019. واستشهد رئيس حزب أك زول عزت بيرواشيف بالجدل كمثال على «كيف تظهر المنتجات المزيفة»، قائلاً لاحقًا إن «الأشخاص الناطقين بالروسية ليس لديهم مشاكل في التعامل مع أجهزة الدولة. أقول لك هذا بنفسي بصفتي كازاخستانيًا ناطقًا بالروسية.»
ومع ذلك، أثارت تصريحات عيسى نقاشًا واسعًا على وسائل التواصل الاجتماعي بشأن استخدام اللغة الروسية في كازاخستان. حيث جادل زيابك قابولدينوف، الحاصل على الدكتوراه في العلوم التاريخية، لصالح تدريس اللغة الكازاخستانية لضمان حيويتها اللغوية. لم يتطرق قابولدينوف إلى ما إذا كانت اللغة الروسية مستخدمة على نطاق واسع في المجالات العامة لأن اللغة الكازاخستانية لم يجري تطويرها بشكل كامل بما يكفي لوصف الحياة اليومية.

## الدعوات إلى استفتاء جمهوري
في كازاخستان، يُعرَّف الاستفتاء الدستوري بأنه استفتاء جمهوري (بالقازاقية: Республикалық референдум)‏. حيث جرى تعريف الاستفتاءات الجمهورية في قسم خاص («حول الاستفتاءات الجمهورية») من دستور عام 1995، والذي يصفها على النحو التالي:
تُحدد أهلية الناخبين من خلال المادة 5 من «الاستفتاءات الجمهورية»، والتي تنص على أنه يجوز لأي مواطن في جمهورية كازاخستان يبلغ من العمر 18 عامًا أو أكبر ولم يجري الإعلان عن عدم أهليته من قبل المحكمة القضائية أو وضعه قيد الحبس بموجب حكم المحكمة المشاركة في الاستفتاء على قدم المساواة.

### الإعلان
تنص المادة 10 من القانون الدستوري «بشأن الاستفتاءات الجمهورية» على أن الحق في الدعوة إلى استفتاء جمهوري مخصص فقط لرئيس كازاخستان، على الرغم من أن البرلمان أو المسؤولين الحكوميين أو ما لا يقل عن 200000 مواطن يمثلون جميع مناطق الجمهورية يمكنهم أن يطلبوا من الرئيس إجراء مثل هذا الاستفتاء. في المادة 17، يحق للرئيس إما الدعوة إلى استفتاء على النحو المطلوب، أو إجراء تغييرات وإضافات على الدستور دون إجراء استفتاء، أو رفض التعديلات المقترحة بالكامل، والتي قد يجري تجاوزها بأغلبية 80% في مجلسي النواب والشيوخ (غُرفتي البرلمان).
عشية يوم وحدة الشعب خلال الدورة الحادية والثلاثين لمجلس شعب كازاخستان التي عقدت في 29 أبريل 2022، اقترح الرئيس توكاييف إجراء استفتاء على مستوى البلاد حول مسودة التعديلات على الدستور لأول مرة منذ عام 1995. ووفقًا لتوكاييف، فإن السبب وراء إجراء الاقتراع المباشر يعود إلى «تغييرات كبيرة وهامة» من شأنها أن تحدد مستقبل كازاخستان عند التصديق على التعديلات الدستورية، مضيفًا أنها ستقدم «دليلًا حيًا على إرادة الشعب".». كما ذكر أن هذا سيكون أول استفتاء جمهوري.
قترح ديمتري فيتيسوف، وهو عالم سياسي روسي من إزفستيا، أن توكاييف قرر إجراء استفتاء للتنافس مع أوزبكستان المجاورة للتوافق مع العالم الغربي وأن التصويت المباشر من قبل المواطنين على تعديل الدستور من شأنه أن يحل العديد من المشاكل في «تغيير هيكل العشائر في الجمهورية».
ورحب العديد من الأحزاب السياسية بقرار إجراء استفتاء جمهوري. ووصف السناتور ورئيس حزب اويل الديموقراطي الوطني علي بكتاييف الخطوة بأنها «قرار صحيح وعادل من حيث المساواة القانونية والسياسية وحتى الأمن القومي». وقال عزت بيروشيف، عضو مجلس النواب وحزب آك زهول الديمقراطي، أن الاستفتاء هو «الخطوة الصحيحة الوحيدة في حالة تحتاج فيها الإصلاحات السياسية التي بدأت إلى توحيد مواطني الجمهورية والحصول على دعم ليس فقط من البرلمان، ولكن أيضا كل الشعب». وقال النائب عن حزب الشعب الكازاخستاني إرلان سمايلوف إن كل مواطن كازاخستاني «سيشارك في التغييرات التاريخية نحو ديمقراطية حقيقية». وصف رئيس مجلس النواب والزعيم المنتخب حديثًا لحزب أمانات (نور أوتان سابقًا) الحاكم إرلان قوشانوف اقتراح توكاييف بأنه «قرار تاريخي جرى تحليله بدقة»، مشددًا على أهمية مشاركة الجمهور في الاستفتاء.

### التصويت البرلماني

#### المرحلة الأولى (4 مايو 2022)
في 4 مايو، عقد مجلس النواب جلسة استماع بخصوص إجراء استفتاء على التعديلات الدستورية. صوت جميع النواب البالغ عددهم 98 نائباً لصالح مسودة التعديلات المقترحة. وصرح رئيس المجلس، إرلان قوشانوف، أن مشروع القانون لن يغير «مضمون قانون الاستفتاء»، مؤكدًا أن التعديلات لها «طبيعة توضيحية». وأوضح النائب بريك بيكانوف أن مشروع القانون ضروري «لتوحيد أشكال بطاقات الاقتراع المستخدمة في الاستفتاء».
| ملخص تصويت أعضاء مجلس النواب على تعديلات القانون الدستوري "في استفتاءات الجمهورية" (4 مايو 2022) | ملخص تصويت أعضاء مجلس النواب على تعديلات القانون الدستوري "في استفتاءات الجمهورية" (4 مايو 2022) | ملخص تصويت أعضاء مجلس النواب على تعديلات القانون الدستوري "في استفتاءات الجمهورية" (4 مايو 2022) | ملخص تصويت أعضاء مجلس النواب على تعديلات القانون الدستوري "في استفتاءات الجمهورية" (4 مايو 2022) |
| ------------------------------------------------------------------------------------------------ | ------------------------------------------------------------------------------------------------ | ------------------------------------------------------------------------------------------------ | ------------------------------------------------------------------------------------------------ |
| مع                                                                                               | ضد                                                                                               | امتنع                                                                                            | غائب                                                                                             |
| 98                                                                                               | 0                                                                                                | 0                                                                                                | 9                                                                                                |

#### المرحلة الثانية (5 مايو 2022)
وفي 5 مايو، أعاد مجلس الشيوخ مشروع القانون إلى مجلس النواب؛ وأوضح السناتور أندري لوكين أن البنود غير المقبولة تتعلق بوضع الرئيس السابق نور سلطان نزارباييف، والذي يعتقد مجلس الشيوخ أنه لا يمكن طرحها في استفتاء جمهوري. من وجهة نظر مجلس الشيوخ، لا يمكن للاستفتاءات الجمهورية سوى تغيير «استقلال الدولة، ووحدة وسلامة أراضي الجمهورية، وشكل حكومتها، [أو] المبادئ الأساسية لأنشطة الجمهورية».
بعد اقتراح مجلس الشيوخ، عقد مجلس النواب جلسة استماع ثانية شارك فيها 96 نائبًا وصوتوا بالإجماع للمضي قدمًا في اقتراح مجلس الشيوخ.
| ملخص تصويت أعضاء مجلس النواب على تعديلات القانون الدستوري "في استفتاءات الجمهورية" (5 مايو 2022) | ملخص تصويت أعضاء مجلس النواب على تعديلات القانون الدستوري "في استفتاءات الجمهورية" (5 مايو 2022) | ملخص تصويت أعضاء مجلس النواب على تعديلات القانون الدستوري "في استفتاءات الجمهورية" (5 مايو 2022) | ملخص تصويت أعضاء مجلس النواب على تعديلات القانون الدستوري "في استفتاءات الجمهورية" (5 مايو 2022) |
| ------------------------------------------------------------------------------------------------ | ------------------------------------------------------------------------------------------------ | ------------------------------------------------------------------------------------------------ | ------------------------------------------------------------------------------------------------ |
| مع                                                                                               | ضد                                                                                               | امتنع                                                                                            | غائب                                                                                             |
| 96                                                                                               | 0                                                                                                | 0                                                                                                | 11                                                                                               |

### التشريع
وفقًا للمادة 18 من القانون الدستوري «بشأن الاستفتاءات الجمهورية»، يصدر قرار بإجراء الاستفتاء بمرسوم رئاسي يحدد موعد التصويت، والموضوع (القضايا) المدرجة في الاستفتاء ونتائجها. وبعد ذلك يجري نشر صياغة مسودة الدستور والقانون الدستوري وتعديلاته في وسائل الإعلام. يُشار إلى موعد إجراء الاستفتاء في المادة 19 التي تنص على وجوب إجراء التصويت بعد شهر على الأقل ولا يزيد عن ثلاثة أشهر بعد المرسوم. كما تنص المادة على حالات استثنائية حيث يجوز للرئيس أن يضع شروطًا أخرى للاستفتاء المُزمع إجراؤه.
توقع رئيس لجنة مجلس النواب للتشريع والإصلاح القضائي والقانوني أرمان قوجمتوف أن يوكن يوم الأحد 5 يونيو 2022 موعدًا ممكنًا لإجراء الاستفتاء. في 5 مايو 2022، أقر الرئيس توكاييف بمشروع القانون البرلماني الذي يقترح تعديلات جديدة ووقع مرسومًا يحدد 5 يونيو 2022 موعدًا لإجراء الاستفتاء الجمهوري. كان القيد الدستوري الذي يتراوح من شهر إلى ثلاثة أشهر قد حد من خياراته في 5 يونيو (على أقرب تقدير) و5 أغسطس (على أبعد تقدير).
في خطاب متلفز في يوم توقيع المرسوم، صرح توكاييف أن التعديلات على الدستور ستشكل «مرحلة جديدة في تطور كازاخستان»، وحث الجميع على المشاركة في «الحدث التاريخي» الذي سيحدد مستقبل البلاد وأجيالها، وأكد التزامه ببناء كازاخستان جديدة. وحدد توكاييف التغييرات التي سيجري تضمينها في الدستور.

#### سؤال الاقتراع
بموجب المرسوم الصادر عن الرئيس توكاييف «بشأن إجراء استفتاء جمهوري في 5 يونيو 2022»، فإن سؤال الاستفتاء على بطاقة اقتراع يُكتب باللغتين الكازاخستانية والروسية. مع نشر التفاصيل الكاملة للمرسوم وكذلك المسودة النهائية لقانون «التعديلات والإضافات على دستور جمهورية كازاخستان» في وسائل الإعلام في اليوم التالي (6 مايو 2022). اقترحت المسودة النهائية ما مجموعه 56 تعديلاً على 33 مادة من الدستور الكازاخستاني، أي ما يعادل ثُلث الدستور بأكمله.
فيما يتعلق بوجود سؤال واحد على ورقة اقتراع لجميع التعديلات، جادلت نائبة وزير العدل ألما ميكانوفا بأن وجود 56 بطاقة اقتراع فردية لكل ناخب ستكون غير عملية، وشددت على أن التعديلات «متشابكة ومترابطة بشكل وثيق». واقترحت ميكانوفا أن يفكر المواطنون الكازاخستانيون في أنفسهم بعناية سواء كانوا مع التعديلات أو ضدها وأن يدليوا بأصواتهم بناءً على رأيهم العام بشأن التعديلات.
| باللغة العربية (ترجمة غير رسمية) | باللغة الكازاخستانية |
| --- | --- |
| هل تقبل التعديلات والإضافات على دستور جمهورية كازاخستان المنصوص عليها في مشروع قانون جمهورية كازاخستان "بشأن التعديلات والإضافات على دستور جمهورية كازاخستان"، الذي نُشر في وسائل الإعلام في 6 مايو 2022؟ | 2022 жылғы 6 мамырда бұқаралық ақпарат құралдарында жарияланған «Қазақстан Республикасының Конституциясына өзгерістер мен толықтырулар енгізу туралы» Қазақстан Республикасы Заңының жобасында баяндалған Қазақстан Республикасының Конституциясына өзгерістер мен толықтыруларды қабылдайсыз ба? |
| هل تقبل التعديلات والإضافات على دستور جمهورية كازاخستان المنصوص عليها في مشروع قانون جمهورية كازاخستان "بشأن التعديلات والإضافات على دستور جمهورية كازاخستان"، الذي نُشر في وسائل الإعلام في 6 مايو 2022؟ | 2022 jylğy 6 mamyrda būqaralyq aqparat qūraldarynda jarialanğan «Qazaqstan Respublikasynyñ Konstitutsiasyna özgerıster men tolyqtyrular engızu turaly» Qazaqtyrular Respublikasy Zaynazaanystanstubyutsyqyna؟                                                                                     |

## الحملة الانتخابية

الشعار المستخدم في الاستفتاء

بدأت الحملة رسميًا في 6 مايو 2022 - لحظة توقيع المرسوم الجمهوري - واستمرت حتى 4 يونيو، 12:00 بالتوقيت المحلي، وتبعها يوم الصمت قبل إجراء التصويت. عقدت لجنة الانتخابات المركزية (OSK) جلسة إحاطة، حيث أشارت عضوة اللجنة، أناستاسيا شيشيجورتسوفا، إلى أنه خلال الحملة الانتخابية، ظلت منشورات وسائل التواصل الاجتماعي مجهولة الهوية، والدعوات إلى عدم الاستقرار، والتحريض على العنف بطريقة غير قانونية. وبحسب رئيس لجنة الإعلام التابعة لوزارة الإعلام والتنمية الاجتماعية، قنات يسقوف، فإن أي شكل من أشكال النشر على وسائل الإعلام الحكومية، ومنشورات وسائل التواصل الاجتماعي، وكذلك النصوص على الرسائل الفورية يُعتبر حملة انتخابية.
في 17 مايو 2022، جرى إعادة تسمية قناة Telegram virus2020_kz، التي نشرت سابقًا أخبارًا وبيانات إحصائية حول وباء COVID-19، بشكل غير متوقع إلى REFERENDUM2022. KZ، مما أثار ارتباكًا بين المستخدمين وخسارة بعض المتابعين لفترة وجيزة. جرى تقديم القناة التي غيرت شارتها حديثًا كرسالة إخبارية عبر الرسائل القصيرة تنشر المعلومات المتعلقة بالاستفتاء على الدستور.
خلال الحملة، أثارت العديد من حالات التضليل بشأن التعديلات المقترحة وإجراء الاستفتاء نقاشًا على وسائل التواصل الاجتماعي. تضمنت هذه الدعوات لمقاطعة الاقتراع لأن التصويت سيصنف المواطنين على أنهم «عامة» أو «عاجزون» وبالتالي نقل الحق في التصويت للآخرين الادعاءات بأن التعديلات ستصادر الملكية الخاصة للمواطنين، وتزعم أنه سيجري دعم الرئيس السابق نزارباييف وعائلته مالياً مدى الحياة على حساب دافعي الضرائب، وإدعاء أن اللغة الروسية ستصبح اللغة الرسمية للدولة. تم تفنيد جميع هذه الادعاءات من قبل وزارة العدل والمدققين المحليين للحقائق.

### داعمي التعديلات
جرى تشكيل مقر وطني لدعم الاستفتاء في 6 مايو 2022، والذي يضم جمعيات عامة كبرى وجمعيات صناعية وعدد من الأحزاب السياسية، وتحديداً حزب أك زهول الديمقراطي وحزب أويل الشعبي الديمقراطي. وشدد توليوبك موقاشيف، رئيس المقر، على أن التعديلات ستساعد على توسيع المشاركة المدنية في الحكم الكازاخستاني، وتوفير آليات فعالة لوظيفة «البرلمان المؤثر»، وفتح المجالس المحلية للمواطنين، وإخضاع المسؤولين الحكوميين للمساءلة. وذكر مقاشيف أن التغييرات المُقترحة على الدستور ستؤدي إلى تطوير «التعددية السياسية وبيئة ديمقراطية تنافسية» وأن المنظمة ستنظم حملة في جميع مناطق كازاخستان بما في ذلك الأجزاء النائية من البلاد أيضًا.
أثناء زيارته لقيرغيزستان المجاورة، أكد الرئيس توكاييف في مؤتمر صحفي في 26 مايو 2022 بعد لقائه الرئيس القرغيزي صدير جاباروف أن الاستفتاء سيمثل حدثًا تاريخيًا لكازاخستان، معتبراً أنه بينما سيجري الحفاظ على النظام الرئاسي، فإن دور ونفوذ البرلمان سوف يجري «تعزيزه بشكل كبير» وتسمع «آراء وأصوات» المواطنين الكازاخستانيين. كما تعهد توكاييف بعدم منحه «صلاحيات وامتيازات مفرطة».
أعلن الرئيس السابق نور سلطان نزارباييف في مقابلة مع عالِم السياسة دانيار شيمبايف عن نيته المشاركة في الاستفتاء، مذكرا أن الدستور ليس "أداة قانونية مجمدة، بل آلية قابلة للتطبيق تعكس حياة مجتمع كازاخستان والتغييرات التي طرأت على المجتمع الكازاخستاني". وأعرب نزارباييف عن دعمه للتعديلات التي اقترحها الرئيس توكاييف، مشيرًا إلى أن "لكل جيل الحق في تعديل دستور قانون الأب" وفق متطلبات العصر والإسهام في تقدم المجتمع وتطوره الديمقراطي". كما أشار نزارباييف إلى أنه نقل منصبه الرئاسي إلى توكاييف كقرار شخصي وأنه دعم في الماضي بنشاط جهوده "لإصلاح وتطوير" كازاخستان وسيواصل القيام بذلك.
في 1 يونيو 2022، أثناء حديثه في جلسة الأكاديمية الوطنية للعلوم، أكد توكاييف أن التغييرات في الدستور لن «تُطيل من سلطته» لفترة ولايته كرئيس بالطريقة التي استخدمها الرئيس الروسي فلاديمير بوتين في استفتاء عام 2020 في روسيا الذي سمح ب«إعادة» حدود ولايته الرئاسية. وبدلاً من ذلك، سيلتزم توكاييف بقسمه السابق بألا يخدم أكثر من فترتين رئاسيتين. كما وعد بأن الاستفتاء لن يكون «المرحلة الأخيرة من التحول السياسي في كازاخستان» وأن الإصلاحات ستستمر في البلاد.

#### الأحزاب السياسية
حزب أمانات
في الاجتماع الذي عقد في 6 مايو 2022، أعرب رئيس حزب أمانات الحاكم إرلان قوشانوف عن دعمه للتعديلات لأنها ستعزز المنافسة السياسية وتخلق فرصًا جديدة ومتساوية للمواطنين الكازاخستانيين. وبحسب قوشانوف، جرى إنشاء مقر وطني بالإضافة إلى 17 مقرًا إقليميًا للحملة.
حزب آك جول الديمقراطي
في 29 أبريل 2022، في الجلسة العامة للمجلس الوطني لحزب أك جول الديمقراطي، أشار رئيس الحزب عزت بيرواشيف إلى أن التغييرات الدستورية المقترحة من الرئيس توكاييف تضمنت البرنامج السياسي لأك جول، لا سيما الحظر المفروض على المسؤولين الحزبيين وكذلك مراجعة امتيازات المشرعين.
حزب الشعب الكازاخستاني
في بيان مكتوب نُشر في 6 مايو 2022، دعا حزب الشعب الكازاخستاني (QHP) إلى دعم وطني للإصلاحات الدستورية من خلال التصويت بـ «نعم» على التعديلات. وأعلن أن المبادرات المقترحة وخطط التحديث السياسي تتماشى مع أيديولوجية الحزب وبرنامجه، لا سيما هدف الحزب المتمثل في جعل المواطنين الكازاخستانيين «أصحاب الأراضي والموارد الطبيعية» في البلاد. وأشار الحزب أيضًا إلى أن التصويت المباشر على تعديلات الدستور سيظهر «الوحدة والتماسك» في أعقاب الاضطرابات الكازاخستانية عام 2022 لبناء كازاخستان الجديدة.
حزب أويل الشعبي الديمقراطي الوطني
أعرب رئيس حزب أويل الشعبي الديمقراطي الوطني، علي بكتاييف، مرارًا وتكرارًا عن دعم الرئيس توكاييف «للإصلاحات الدستورية والسياسية والاقتصادية»، وأبرزها سياسته الجديدة في كازاخستان، مدعيًا أن التعديل المقترح في التغييرات نحو النظام الانتخابي لتمثيل الأغلبية المختلط. من شأنه «تسريع عملية التحول الديمقراطي». وفي اجتماعه مع قدامى محاربي الحرب السوفيتة-الأفغانية في شيمكنت في 7 مايو 2022، دعا بكتاييف الناس علانية إلى الظهور والتصويت بـ «نعم» في الاستفتاء لأنه سيشير إلى «الأهمية والمسؤولية» في الخطوة الأولى من تاريخ جديد لكازاخستان.

#### المنظمات العامة والمنظمات غير الحكومية
معهد كازاخستان للتنمية الاجتماعية
صرحت لازات نوركاتوفا، رئيسة مجموعة التحليل الاستراتيجي في معهد NJSC الكازاخستاني للتنمية الاجتماعية، أن التصويت على التعديلات سيشكل «نموذجًا جديدًا وأكثر فاعلية وتوازنًا للعلاقات بين الدولة والمجتمع» حيث يكون للمواطنين الكازاخستانيين الحق القانوني والفرصة في التأثير على السياسات التي تسنها الدولة.
منظمة المحاربين القدامى
في 19 مايو 2022، في اجتماع مع الرئيس توكاييف، أعلن رئيس مجلس النواب السابق ورئيس منظمة المحاربين القدامى غير الحكومية Baktykozha Izmukhambetov أنه جرى تشكيل مقر داخل المنظمة لدعم الاستفتاء الذي من شأنه أن يقوم بشرح معنى التعديلات على الدستور وضمان المشاركة الفعالة في التصويت.

### انتقاد التعديلات والاستفتاء
على الرغم من أن حركات المعارضة قد طالبت بالتغييرات الدستورية منذ فترة طويلة، إلا أن معظمها امتنع عن تأييد التصويت. حيث انتقدوا التعديلات بسبب طريقتها وتوقيتها لعدم السماح للمواطنين بتقديم مقترحات مباشرة، وعدم وجود مناقشات واسعة بشأن التغييرات، فضلاً عن قيام الحكومة الكازاخستانية بصياغة التعديلات المقترحة نفسها. وفقًا لـ Vlast.kz، فإن الغرض من الاستفتاء لن يجلب «ذاتية سياسية جديدة» لكازاخستان، ولكنه بدلاً من ذلك يسمح ببساطة للرئيس توكاييف بالحصول على الشرعية بنفس الطريقة مثل سلفه نزارباييف.
أعربت هيومن رايتس ووتش عن قلقها بشأن الإطار الزمني للاستفتاء الذي حد بشكل كبير من المشاورات العامة والمناقشات حول التعديلات المقترحة. كما أعربت منظمة هيومن رايتس ووتش عن اعتقادها أن مجرد تعزيز مركز مفوض حقوق الإنسان وإنشاء محكمة دستورية يعتبران تغييرات غير كافية لضمان الحفاظ السليم على حقوق الإنسان في كازاخستان. ونصحت المنظمة الحكومة الكازاخستانية بتأجيل التصويت لإجراء مشاورات أوسع قبل طرح المقترحات على الناخبين.
في 30 مايو 2022، ذكرت قناة Current Time TV أن مُلخصًا صحفيًا عقده العديد من النشطاء المدنيين دعا المواطنين الكازاخستانيين إلى مقاطعة الاستفتاء، مشيرًا إلى عدم وجود عمل توضيحي قامت به السلطات الكازاخستانية، واصفًا التغييرات التي اقترحها توكاييف على الدستور بأنها «تفاخر» واقترحوا إنفاق الأموال المخصصة للتصويت بدلاً من ذلك على زيادة المعاشات وحل قضايا الإسكان في كازاخستان، والتي اعتبروها «مشاكل أقرب إلى الناس».

#### حركات وجمعيات معارضة
في 18 مايو 2022، ناشد ممثلو جمعيات Ult Tagdyry وHalyqaralyq Atajurt Jastary وMuqalmas جنبًا إلى جنب مع نشطاء مدنيين الرئيس توكاييف تأجيل الاستفتاء لمدة ثلاثة أشهر، مشيرين إلى الحاجة إلى السماح بإجراء مناقشات عامة، وغياب خبراء مستقلون في تكوين لجنة التعديل، بالإضافة إلى حل العديد من التشكيلات الحالية لهيئات الدولة التي من شأنها ضمان إجراء إصلاحات سياسية.
«أويان، كازاخستان!»
وصف ديماش جليانوف، عالِم سياسي وناشط في منظمة "أويان قازاقستان!"، تعهد الرئيس توكاييف في تقليص سلطاته التنفيذية بأنه «وعد فارغ»، مدعية أنه سيحتفظ بجميع سلطات الرئيس السابق نزارباييف. ووصف جليانوف التعديلات التي أدخلت على الدستور بأنها «واجهة بيضاء» ليس لها «أي أهمية سياسية» وحذر من أنه إذا ظل النظام السياسي في كازاخستان مغلقًا وغير ديمقراطي، فمن المحتمل أن يواجه مزيدًا من الاضطرابات حتى ينهار نظام الحكم فيه بالكامل، مستشهداً بالمثال من دول الاتحاد السوفياتي السابق مولدوفا وأوكرانيا وجورجيا، مدعيا أن كازاخستان «اجتازت الجولة الثانية في السلسلة».

## مراقبة الاستفتاء
في اجتماع عقد في 6 مايو 2022، تبنت لجنة الانتخابات المركزية (OSK) قرارًا يسمح للدول الأجنبية والمنظمات الدولية بمراقبة إجراء الاستفتاء. وطبقا لقرار اللجنة، يجوز للمراقبين المشاركة في مراقبة الاقتراع بدعوة من رئيس لجنة الاستفتاء المركزية ووزير الشؤون الخارجية مختار تلوبيردي، الذي أنشأ مقر المراقبة الدولية. واستمرت فترة الاعتماد حتى الساعة 18:00 بالتوقيت العالمي المنسق + 6 في 30 مايو 2022، قبل خمسة أيام من فتح صناديق الاقتراع.
في 18 مايو 2022، اعتمدت اللجنة أول 39 مراقبًا أجنبيًا من رابطة الدول المستقلة ومنظمة الدول التركية والجمعية البرلمانية لرابطة الدول المستقلة، وكذلك من دول أذربيجان وبيلاروسيا وبلغاريا وجورجيا ومولدوفا.
وبحلول نهاية أعمال الاعتماد في 30 مايو، اعتمدت اللجنة ما مجموعه 258 مراقبًا من المنظمات الدولية والدول الأجنبية، ومنهم:
- بعثة مراقبي رابطة الدول المستقلة - 30
- الجمعية البرلمانية الدولية لرابطة الدول المستقلة - 40
- الجمعية البرلمانية لمنظمة معاهدة الأمن الجماعي - 8
- بعثة مراقبي منظمة شنغهاي للتعاون - 17
- بعثة الجمعية البرلمانية للدول الناطقة بالتركية - 20
- منظمة التعاون الإسلامي - 4
- مؤتمر حول التفاعل وتدابير بناء الثقة في آسيا والأكاديمية التركية الدولية - 3

إضافة إلى 28 مراقبًا من الدول الأجنبية مثل أرمينيا واليابان وقيرغيزستان ولاتفيا والمجر وهولندا والسويد وطاجيكستان وتركيا والمملكة المتحدة وأوزبكستان.

### منظمة الأمن والتعاون في أوروبا
قام مكتب المؤسسات الديمقراطية وحقوق الإنسان (ODIHR) التابع لمنظمة الأمن والتعاون في أوروبا (OSCE) بمهمة تقييم الاحتياجات (Needs Assessment MissionN AM) في الفترة من 11 إلى 13 مايو 2022 مع مهمة تقييم بيئة ما قبل الاستفتاء والاستعدادات للتصويت. خلال تلك الفترة، عُقدت اجتماعات مع مسؤولين من مؤسسات الدولة وممثلي وسائل الإعلام والمجتمع المدني والمجتمع الدولي. أشار مكتب المؤسسات الديمقراطية وحقوق الإنسان في تقرير نُشر في 19 مايو إلى أن حملة الاستفتاء كانت مدفوعة بشكل أساسي بأعضاء البرلمان وممثلي مؤسسات الدولة الأخرى مع عدم وجود مجموعات معارضة أخرى تدعو إلى التصويت بـ «لا». وأعرب بعض ممثلي المكتب عن عدم ثقتهم فيما إذا كانت مؤسسات الدولة تقوم «بحملة متوازنة بطريقة حرة وعادلة».
نظرًا للوقت القصير بين إعلان الاستفتاء ويوم التصويت، اقترح مكتب المؤسسات الديمقراطية وحقوق الإنسان، نشر بعثة تقييم الاستفتاء (Referendum Assessment Mission RAM) بدلاً من بعثة المراقبة. في 24 مايو، افتتح مكتب ODHIR بعثته في مدينة نور سلطان، بهدف تقييم الاستفتاء بموجب التزامات منظمة الأمن والتعاون في أوروبا وكذلك الالتزامات والمعايير الدولية الأخرى.

## إجراء الاستفتاء

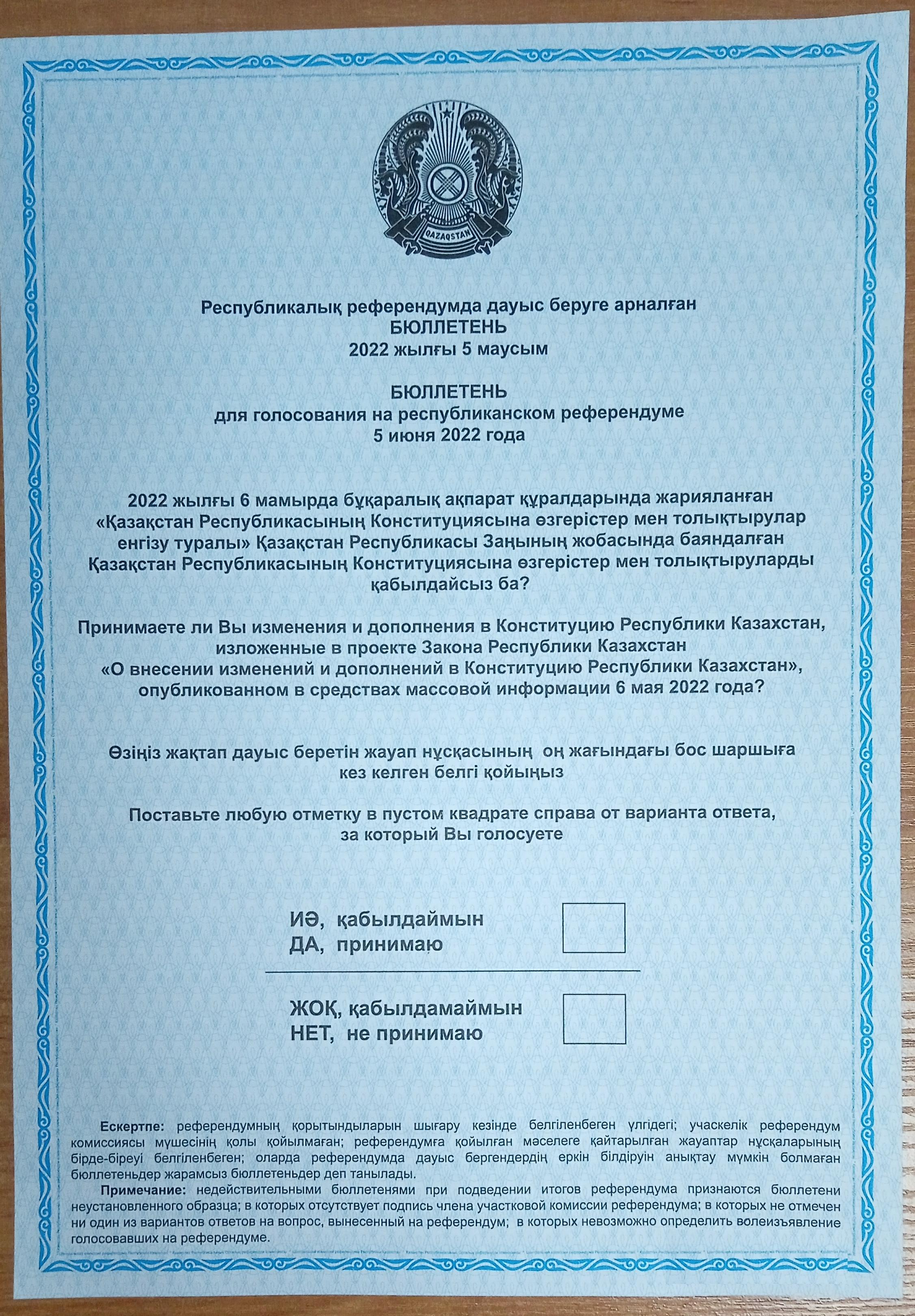
بطاقة الاقتراع المستخدمة في الاستفتاء (مكتوبة باللغتين الكازاخستانية والروسية)

في 5 يونيو 2022 في تمام الساعة 07:00 بالتوقيت العالمي المنسق +7، فُتحت دوائر الاقتراع في كازاخستان، بدءًا من 12 منطقة في الجزء الشرقي من البلاد. بحلول الساعة 8:00 صباحًا، كان التصويت يجري في جميع المناطق حيث تعمل 9964 منطقة محليًا ودوليًا.
بحلول الساعة 14:00، تجاوزت نسبة إقبال الناخبين عتبة 50٪ المطلوبة بإجمالي 6262.973 بطاقة اقتراع، واستيفاء نصاب الصلاحية.
مع إغلاق صناديق الاقتراع في الساعة 22:00، شارك ما مجموعه 8030739 مواطنًا في التصويت، وبلغ معدل الإقبال الأولي على مستوى البلاد 68.44٪.

### تسجيل الناخبين
يقوم الحاكم المحلي بتقديم قوائم المواطنين الذين يحق لهم المشاركة في التصويت لكل محطة اقتراع في مكان إقامتهم إلى لجنة الانتخابات المركزية بحلول 15 مايو، واعتبارًا من 20 مايو، تقوم اللجنة بمراجعة القائمة مع لجنة استفتاء الدائرة لإخطار المواطنين بوقت ومكان التصويت قبل 25 مايو 2022.
في 21 مايو 2022، نشرت وزارة الخارجية قائمة بمراكز الاقتراع في الخارج حيث جرى تشكيل 65 لجنة فرعية في 52 دولة. وفقًا للوزارة، يمكن للمواطنين الكازاخستانيين الذين لديهم الحق في التصويت أو العيش أو الإقامة لأغراض خاصة ورسمية وتجارية وسياحية في بلد أجنبي ولديهم جوازات سفر سارية المفعول التقدم إلى البعثة الدبلوماسية لكازاخستان حيث جرى تشكيل لجنة فرعية.

## النتائج
في 5 يونيو 2022 في تمام الساعة 22:00 بالتوقيت العالمي المنسق +7، أعلن سكرتير لجنة الانتخابات المركزية (OSK)، مختار إرمان، أن لجنة الاستفتاء قد بدأت في فرز الأصوات وأن النتائج سيجرى استلامها إلكترونيًا من لجان الانتخابات الإقليمية، وسيجري إعلان النتائج الأولية في اليوم التالي. في 6 يونيو في تمام الساعة 08:00 بالتوقيت العالمي المنسق +7، كشفت لجنة الانتخابات في ملخص عن النتائج الأولية، مؤكدة رسميًا أن التعديلات الدستورية المقترحة قد جرى الموافقة عليها من قبل الجمهور مع النتائج الأولية التي أظهرت إقبالًا بنسبة 68.1٪، بأغلبية بلغت 77.2٪. «نعم» لصالح التعديلات على الدستور بينما عارضها 18.66٪. وفقًا لنورلان أبديروف، رئيس لجنة الانتخابات، فإن عدد بطاقات الاقتراع التي جرى فيها تحديد «نعم» و«لا» في آن واحد بلغ 1.58٪ (25859) من الأصوات واعتبرت صحيحة، ولكنها غير مدرجة في الجدول المجدول درجات «نعم» و«لا». أشار أبديروف إلى أن اللجان الفرعية يجب أن تُقدم إلى اللجنة المركزية الوثائق الأصلية من كل منطقة في غضون يومين لتلخيص النتائج النهائية التي سيجري تقديمها في الإحاطة التالية.
في اجتماع لجنة الانتخابات الذي عقد في 7 يونيو 2022، نُشرت النتائج النهائية التي أظهرت فوز خيار «نعم» بأغلبية الأصوات في جميع مناطق كازاخستان وأن التعديلات على الدستور المعتمدة في الاستفتاء ستدخل حيز التنفيذ فور إعلان اللجنة. كما قضت اللجنة بأن نتائج مركز الاقتراع رقم 2 في ألماتي قد جرى استبعادها من الفرز النهائي الإجمالي للأصوات.

### النتيجة الإجمالية
| استفتاء الجمهورية 2022 | استفتاء الجمهورية 2022 | استفتاء الجمهورية 2022 |
| الاختيار               | الأصوات                | النسبة المئوية         |
| ---------------------- | ---------------------- | ---------------------- |
| نعم                    | 6,163,516              | 77.18%                 |
| لا                     | 1,490,470              | 18.66%                 |
| أصوات جائزة            | 7,779,845              | 98.38%                 |
| أصوات فارغة أو مُلغاة   | 205,924                | 1.62%                  |
| مجموع الأصوات          | 7,985,769              | 100.00%                |
| نسبة المصوتين          | 68.05%                 | 68.05%                 |
| النسبة اللازمة         | 50.00%                 | 50.00%                 |
| المصوتون               | 11,734,642             | 11,734,642             |
| المصدر: OSK            |                        |                        |

### حسب المنطقة
| المنطقة                  | الناخبين المسجلين | نعم       | نعم    | لا        | لا     | باطلة أو فارغة | باطلة أو فارغة | أخرى    | أخرى  | إجمالي    |
| المنطقة                  | الناخبين المسجلين | الأصوات   | %      | الأصوات   | %      | الأصوات        | %              | الأصوات | %     | إجمالي    |
| ------------------------ | ----------------- | --------- | ------ | --------- | ------ | -------------- | -------------- | ------- | ----- | --------- |
| أوبليس أكمولا            | 507,706           | 305,824   | 81.98% | 54,225    | 14.54% | 8,457          | 2.27%          | 4,521   | 0.21% | 373,027   |
| أوبليس أكتوبي            | 559,508           | 230,539   | 71.47% | 79,699    | 24.71% | 8,379          | 2.59%          | 3,932   | 1.22% | 322,549   |
| أوبليس ألماتي            | 1,393,831         | 797,254   | 79.01% | 176,802   | 17.52% | 18,694         | 1.85%          | 16,304  | 1.62% | 1,009,054 |
| أوبليس أتيراو            | 397,292           | 195,766   | 73.14% | 62,352    | 23.29% | 6,735          | 2.52%          | 2,814   | 1.05% | 267,667   |
| كازاخستان الغربية        | 444,163           | 223,908   | 73.27% | 73,825    | 24.16% | 4,254          | 1.39%          | 3,589   | 1.17% | 305,576   |
| أوبليس جامبيل            | 688,369           | 375,277   | 78.62% | 85,173    | 17.85% | 8,986          | 1.88%          | 7,854   | 1.64% | 477,290   |
| أوبليس كراغندي           | 881,179           | 526,079   | 77.78% | 112,811   | 16.67% | 21,947         | 3.24%          | 15,568  | 2.30% | 676,405   |
| أوبليس كوستناي           | 553,615           | 301,995   | 75.87% | 83,072    | 20.87% | 8,974          | 2.25%          | 3,986   | 1.00% | 398,027   |
| أوبليس كيزيلوردا         | 463,043           | 289,152   | 78.50% | 67,121    | 18.22% | 7,186          | 1.95%          | 4,896   | 1.32% | 368,355   |
| أوبليس مانكيستاو         | 406,069           | 174,503   | 71.00% | 64,852    | 26.39% | 4,268          | 1.74%          | 2,153   | 0.88% | 245,776   |
| أوبليس بافلودار          | 513,092           | 303,210   | 78.73% | 69,408    | 18.02% | 8,547          | 2.22%          | 3,968   | 1.03% | 385,133   |
| أوبليس كازاخستان الشمالي | 379,826           | 232,995   | 81.58% | 43,656    | 15.29% | 5,687          | 1.99%          | 3,265   | 1.14% | 285,603   |
| أوبليس كازاخستان الجنوبي | 1,164,478         | 739,269   | 79.05% | 162,536   | 17.38% | 23,380         | 2.50%          | 10,007  | 1.07% | 935,192   |
| أوبليس كازاخستان الشرقي  | 912,223           | 542,940   | 77.21% | 119,851   | 17.04% | 23,789         | 3.38%          | 16,658  | 2.37% | 703,238   |
| نور سلطان (مدينة)        | 708,969           | 323,124   | 79.59% | 60,286    | 14.85% | 14,997         | 3.69%          | 7,587   | 1.87% | 405,994   |
| ألماتي                   | 1,129,117         | 242,977   | 65.22% | 102,245   | 27.45% | 16,986         | 4.56%          | 10,325  | 2.77% | 372,533   |
| شيمكنت                   | 632,072           | 358,704   | 78.95% | 72,556    | 15.97% | 14,658         | 3.23%          | 8,432   | 1.86% | 454,350   |
| كازاخستان                | 11,734,552        | 6,163,516 | 77.18% | 1,490,470 | 18.66% | 205,924        | 2.58%          | 125,859 | 1.58% | 7,985,769 |